# Sommet de la Ligue arabe de 2022
Le sommet de la Ligue arabe de 2022, officiellement la 31e session ordinaire du Conseil de la Ligue des États arabes au niveau du sommet, est une réunion des chefs d'État et de gouvernement des États membres de la Ligue des États arabes qui a lieu à Alger, en Algérie, les 1er et 2 novembre 2022. C'est la quatrième fois que la ville accueillait cet événement.

## Description
Tous les pays arabes étaient représentés à l'événement, à l'exception de la Syrie, suspendue depuis 2011 en raison de la crise actuelle. Le sommet a été reporté à plusieurs reprises avant que sa date ne soit confirmée le 1er novembre 2022. Il devait initialement se tenir en 2020, 2021 et enfin en mars 2022. En raison de la pandémie de Covid-19, il a été reporté à novembre pour coïncider avec l'anniversaire du déclenchement de la Révolution algérienne. Le sommet était aussi le premier depuis qu'un certain nombre de pays ont normalisé leurs relations avec Israël, provoquant un schisme dans la position arabe, qui était restée unie sur ce qui était stipulé dans l'initiative Beyrouth 2002.
Le roi d'Arabie saoudite, le prince héritier, le roi de Bahreïn, le roi du Maroc, le président libanais et le sultan d'Oman n'ont pas assisté au sommet,.

## Participation

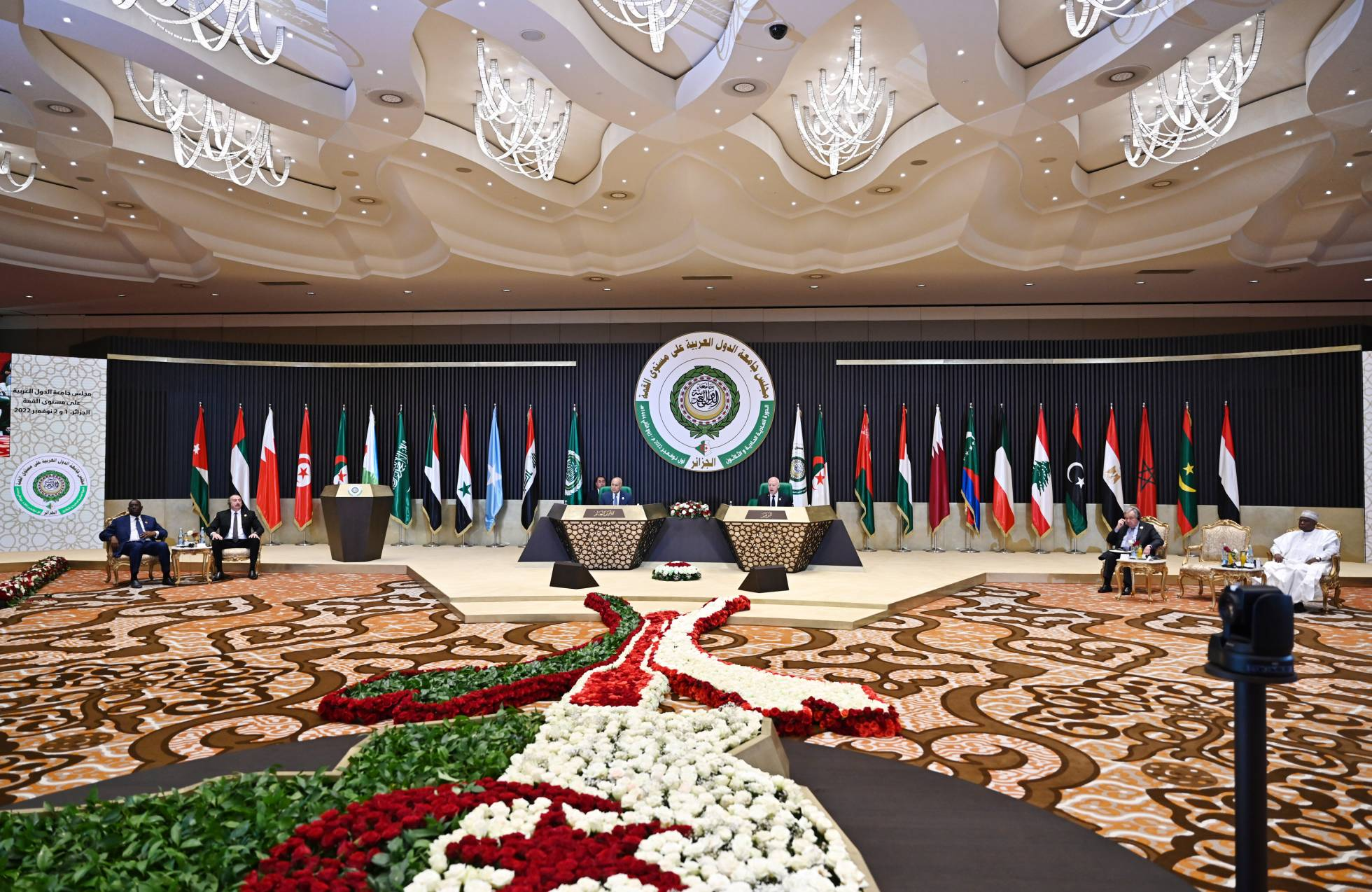
Premier jour de la conférence à Alger, 1 novembre 2022.

- Ligue arabe – Secrétaire général Ahmed Aboul Gheit
- Algérie – Président Abdelmadjid Tebboune (pays hôte)
- Bahreïn – Représentant spécial du Roi, Mohammed bin Mubarak Al Khalifa[6]
- Comores – Président Azali Assoumani
- Djibouti – Président Ismaïl Omar Guelleh
- Égypte – Président Abdel Fattah al-Sissi
- Irak – Président Abdel Latif Rachid
- Jordanie – Prince héritier Hussein bin Abdullah
- Koweït– Prince héritier Mishal Al-Ahmad Al-Jaber Al-Sabah
- Liban – Président du Conseil des ministres du Liban Najib Mikati
- Libye – Président du Conseil présidentiel Mohammed el-Menfi
- Maroc – Ministre des affaires étrangères Nasser Bourita
- Mauritanie – Président Mohamed Ould Ghazouani
- Oman – Vice-Premier ministre Asa'ad bin Tariq
- Palestine – Président Mahmoud Abbas
- Qatar – Émir Tamim ben Hamad Al Thani
- Arabie saoudite – Ministre des affaires étrangères Faisal bin Farhan Al Saud[7]
- Somalie – Président Hassan Sheikh Mohamoud
- Soudan – Président Abdel Fattah al-Burhan
- Tunisie – Président Kaïs Saïed
- Émirats arabes unis –  Premier ministre  Mohammed ben Rachid Al Maktoum
- Yémen – Président du Conseil de direction présidentiel Rachad al-Alimi

### Invités d'honneur
- Organisation des Nations unies – Secrétaire général António Guterres
- Union africaine – Président Macky Sall
- Président du Parlement arabe Adel Al Asoomi
- Organisation de la coopération islamique – Secrétaire général Hissein Brahim Taha
- Mouvement des non-alignés – Secrétaire général Ilham Aliyev

### Syrie
Il y a eu une large discussion sur la possibilité que la Syrie assiste au sommet, mais en raison du refus de certains pays influents de la Ligue, cela ne se produira pas. L'Algérie a été parmi les pays qui ont demandé l'invitation de Damas.

## Agenda
- La cause palestinienne
- Les crises en Syrie, en Libye et au Yémen
- La guerre russo-ukrainienne et ses conséquences
- Le terrorisme et son impact sur la région
- Sécurité alimentaire arabe
- Crise de l'énergie
- Ingérence turque et iranienne
- Réforme de la Ligue arabe

## Résultats
Les dirigeants ont approuvé la déclaration finale pour soutenir la candidature de la Palestine à l'adhésion à part entière à l'ONU et saluer l'annonce de la réconciliation faite par les factions palestiniennes à la mi-octobre. Le sommet a mis l'accent sur le renforcement de l'action arabe coopérative pour sauvegarder la sécurité nationale arabe dans tous les domaines et aider certaines nations arabes à sortir de leurs crises tout en préservant leur souveraineté, leur intégrité territoriale et leur unité tout en satisfaisant les besoins de leurs populations pour un niveau de vie décent,.